# أنس الفيلالي
أنس الفيلالي هو باحث وشاعر مغربي.

## سيرة ذاتية
ولد أنس الفيلالي في 23 نونبر 1986م بالقصر الكبير، ودرس بالثانوية المحمدية، والتحق بكلية الآداب بتطوان ليحصل على الإجازة والماستر في التاريخ الحديث والمعاصر، ومنها إلى كلية أكدال بالرباط لينال شهادة الدكتوراه في التاريخ المعاصر، واشتغل أستاذاً زائراً بكلية الآداب والعلوم الإنسانية بجامعة الحسن الثاني في عين الشق بالدار البيضاء. كما اشتغل بالمندوبية السامية لقدماء المقاومين وأعضاء جيش التحرير. بدأ نشر أولى قصائده والقراءات والدراسات النقدية مبكراً في الكتب الأدبية والتاريخية، والمقالات والحوارات والرسائل الأدبية والمتابعات الإعلامية، عبر عشرات المنابر والمجلات الثقافية المغربية والعربية المحكمة، منها: «جريدة العرب اليوم الأردنية»، «جريدة الزمان اللندنية»، «جريدة القدس العربي اللندنية»، «جريدة العرب اللندنية»، «جريدة أخبار اليوم الجزائرية»، «مجلة المنارة الفلسطينية»، «مجلة الرافد الإماراتية»، «جريدة السفير اللبنانية»، «مجلة طنجة الأدبية المغربية»، و«المجلة العربية السعودية»... كما عمل مراسلاً صحافياً بجريدة الحياة الشمالية المغربية في بدايته الأولى، قبل أن يكون مراسلاً صحافياً بجريدة المهاجر الصادرة بأستراليا، ثم عضواً في هيئة تحرير الأخيرة منذ سنة 2011م. وهو عضو في مكتب جمعية البحث التاريخي والاجتماعي بالقصر الكبير، وعضو في الجمعية المغربية للبحث التاريخي، وفي المنتدى الشبابي العربي ببيروت، ومدير فني لمهرجان القصر الكبير للكتاب، ورئيس سابق لنادي فضاء الطالب، وعضو بإدارة المهرجان الدولي للعود بتطوان، ومقرر في المكتب المركزي للرابطة العربية للإبداع منذ 2011م، ونائب رئيس منتدى ثقافات بكلية الآداب والعلوم الإنسانية بجامعة عبد المالك السعدي في تطوان عام 2011م، وعضو بالمكتب الإداري لجمعية البحث التاريخي والاجتماعي بالقصر الكبير وبلجنة تحكيم درع سعدي يوسف الجامعي عام 2012م.

## أعماله
- «رحيل شاعر لوكوس: محمد عفيف العرائشي»، قراءات وشهادات، بالاشتراك مع آخرين، عن منشورات جمعية القصر الكبير للصحافة والاتصال، في تطوان بالمغرب، عام 2010م.
- «ريحانيات»، سلسلة حوارات شاملة من أربعين لقاء صحفياً مع الباحث والكاتب والمترجم محَمَّد سَعِيد الرَّيْحَانِي، عن منشورات دار الصايل للطباعة والنشر، بعمان في الأردن، عام 2012م.
- «نشيد المقبرة» (ديوان)، الصادر عن بيت الشعر في المغرب.[4][3]
- «مديح الرماد» (شعر)، عن منشورات جمعية تطاون أسمير، بتطوان في المغرب، عام 2012م.
- «مرثية البوح الأخير» (شعر)، عن منشورات وزارة الثقافة المغربية، بالرباط في المغرب، عام 2012م.

وترجمت بعض قصائده إلى الانجليزية والاسبانية والفرنسية والسويدية والايطالية.

## الجوائز
حصل على العديد من الجوائز، وهي:
- جائزة الإبداع الشعري، الرتبة الأولى، صنف اللغة العربية، بجامعة عبد المالك السعدي سنة 2009م.
- جائزة ناجي نعمان الأدبية للمبدع الشاب سنة 2009م.
- جائزة عبد الكريم الطبال للشعر سنة 2010م.
- كرم من طرف إدارة الثقافة والإعلام بحكومة الشارقة، في لقائها التكريمي الذي نظمته بجامعة ابن طفيل في القنيطرة سنة 2012م.
- الجائزة الوطنية للمؤرخين الشباب في تطوان عام 2018م.[5]